# Blepharis scandens
Blepharis scandens är en akantusväxtart som beskrevs av K. Vollesen. Blepharis scandens ingår i släktet Blepharis och familjen akantusväxter. Inga underarter finns listade i Catalogue of Life.